# DNA (Ghali)
DNA è il secondo album in studio del rapper italiano Ghali, pubblicato il 21 febbraio 2020 dalla Sto Records.

## Descrizione
(Ghali nelle note del libretto dell'album.)
DNA rappresenta il risultato di un lungo lavoro dove il rapper ha sperimentato nuove sonorità per discostarsi da quanto operato con Album. Una volta staccatosi dallo storico produttore Charlie Charles a causa di una «differenza troppo radicale di vedute», Ghali ha intrapreso svariate collaborazioni con produttori e compositori, tra cui Davide Petrella, Mace (che ha svolto anche il ruolo di produttore artistico) e Michele Canova Iorfida. Tra gli altri collaboratori vi è presente anche Sick Luke, con il quale aveva realizzato nel 2018 un EP intitolato Fast Food Music, tuttavia bloccato dal suo team che gli impose una pausa strategica; da tale progetto i soli Fast Food e Scooby sono stati selezionati ed inseriti in DNA.
I quindici brani finali presentano sonorità maggiormente pop e hip hop, con varie contaminazioni soul (Jennifer), blues (Combo), urban ed elettroniche, mentre i testi si focalizzano sul cambiamento nella vita del rapper, dallo stordimento del successo (DNA) all'ansia (Fallito), senza tralasciare i ricordi del padre (Flashback) o le relazioni sentimentali (Extasy e Barcellona).

## Promozione
Nel periodo antecedente alla pubblicazione di DNA, Ghali ha presentato alcuni brani. Il primo di questi è stato Flashback, estratto come singolo apripista l'11 novembre 2019, mentre il successivo estratto è stato Boogieman, realizzato con la partecipazione vocale di Salmo. Quest'ultimo è stato presentato per la prima volta dal vivo al Festival di Sanremo 2020, manifestazione al quale ha fatto il suo debutto anche Good Times.
L'album è stato pubblicato il 20 febbraio nei formati CD e download digitale, oltre a un'edizione limitata in vinile azzurro. La sua promozione è proseguita con alcune date instore durante il quale Ghali ha incontrato i fan e ha firmato le copie dell'album, e con l'annuncio di tre date speciali al Fabrique di Milano originariamente previste l'8, 9 e 10 maggio 2020 e successivamente spostate a ottobre a causa della pandemia di COVID-19.
Il 3 aprile è stato pubblicato il terzo singolo Good Times, anticipato qualche giorno prima da uno speciale videoclip composto da una raccolta di dirette Instagram in cui Ghali ha invitato alcuni fan a cantare alcune parti del brano. Il 17 giugno seguente è stata la volta del video di Marymango, brano realizzato con la partecipazione di Tha Supreme. L'11 settembre è stato estratto come quarto singolo Barcellona, promosso il seguente 9 ottobre dal relativo videoclip.
Il 13 novembre 2020 Ghali ha pubblicato una nuova edizione di DNA intitolata DNA Deluxe X, contenente Cacao e Milf (precedentemente apparsi nella riedizione in vinile) e gli inediti 1993 e Mille pare (Bad Times), quest'ultimo estratto come singolo una settimana più tardi.

## Tracce
1. Giù x terra – 2:13 (testo: Ghali Amdouni, Davide Petrella – musica: Simone Benussi, Andrea Venerus)
2. Boogieman (feat. Salmo) – 2:39 (testo: Ghali Amdouni, Maurizio Pisciottu – musica: Zef, Walter Ferrari)
3. DNA – 3:20 (testo: Ghali Amdouni, Davide Petrella – musica: Michele Canova)
4. Good Times – 2:43 (testo: Ghali Amdouni – musica: Federico Mercuri, Giordano Cremona, Josh Cumbee)
5. Jennifer (feat. Soolking) – 2:41 (testo: Ghali Amdouni, Abderraouf Derradji – musica: M.B)
6. 22:22 – 3:00 (testo: Ghali Amdouni, Walter Ferrari – musica: Fabio Dalè, Carlo Frigerio)
7. Fast Food – 2:39 (testo: Ghali Amdouni – musica: Luke Barker)
8. Marymango (feat. Tha Supreme) – 3:24 (testo: Ghali Amdouni, Davide Mattei – musica: Francesco Avallone, Davide Mattei)
9. Flashback – 3:37 (testo: Ghali Amdouni – musica: Bijan Amir)
10. Combo (feat. Mr Eazi) – 2:56 (testo: Ghali Amdouni, Oluwatosi Oluwole Ajibade – musica: Oluwatosi Oluwole Ajibade, Lorenzo Buso)
11. Extasy – 2:41 (testo: Ghali Amdouni – musica: Simone Benussi, Matteo Soru, Andrea Spigaroli)
12. Barcellona – 2:56 (testo: Ghali Amdouni, Davide Petrella – musica: Michele Canova)
13. Cuore a destra – 3:01 (testo: Ghali Amdouni – musica: Michele Canova, Daniele Lazzarin)
14. Scooby – 2:10 (testo: Ghali Amdouni – musica: Luke Barker)
15. Fallito – 3:11 (testo: Ghali Amdouni, Davide Petrella – musica: Michele Canova)

Tracce bonus nella riedizione LP
1. Cacao (feat. Pyrex) – 1:53 (testo: Ghali Amdouni, Dylan Thomas Cerulli – musica: Luke Barker)
2. Milf (feat. Taxi B) – 2:16 (testo: Ghali Amdouni, Michele Ballabene – musica: Luke Barker)

Tracce bonus in DNA Deluxe X
1. 1993 – 2:20 (testo: Ghali Amdouni – musica: Francesco Avallone)
2. Mille pare (Bad Times) – 2:21 (testo: Ghali Amdouni, Fabio Pizzoli, Davide "Dev" de Pinto – musica: Giordano Cremona, Federico Mercuri, Leonardo Grillotti, Eugenio Maimone)

## Formazione
Musicisti
- Ghali – voce
- Salmo – voce aggiuntiva (traccia 2)
- Soolking – voce aggiuntiva (traccia 5)
- Tha Supreme – voce aggiuntiva (traccia 8)
- Mr Eazi – voce aggiuntiva (traccia 10)

Produzione
- Dev – co-direzione musicale
- Mace – produzione artistica, produzione (tracce 1-3, 7, 10, 12, 13 e 15)
- Venerus – coproduzione artistica, produzione (tracce 1, 3, 7, 12, 13 e 15)
- Alessio Buso – registrazione (tracce 1-4, 6-15)
- Gigi Barocco – missaggio e mastering (tracce 1-4, 7-15)
- Zef – produzione (traccia 2)
- Canova – produzione (tracce 3, 12, 13 e 15)
- Merk & Kremont – produzione (traccia 4)
- M.B – produzione (traccia 5)
- Mamakass – produzione, missaggio e mastering (traccia 6)
- Luca Arosio – missaggio e mastering (traccia 6)
- Sick Luke – produzione (tracce 7 e 14)
- Ava – produzione (traccia 8)
- Tha Supreme – produzione (traccia 8)
- Bijan Amir – produzione (traccia 9)
- Mr Eazi – produzione (traccia 10)
- Swan – produzione (traccia 11)

## Classifiche

### Classifiche settimanali
| Classifica (2020) | Posizione massima |
| ----------------- | ----------------- |
| Italia            | 1                 |
| Svizzera          | 19                |

### Classifiche di fine anno
| Classifica (2020) | Posizione |
| ----------------- | --------- |
| Italia            | 4         |
| Classifica (2021) | Posizione |
| Italia            | 52        |